# بانلونگ
بانلونگ (به خمر: បានលុង) شهری در کشور کامبوج است که جزو استان رتاناکیری محسوب می‌شود و جمعیت آن براساس سرشماری سال ۱۹۹۸ میلادی k.A. نفر بوده که در سال ۲۰۰۵ میلادی به ۷٫۷۰۵ نفر افزایش یافته‌است.